# 133
Secole: Secolul I - Secolul al II-lea - Secolul al III-lea
Decenii: Anii 80 Anii 90 Anii 100 Anii 110 Anii 120 - Anii 130 - Anii 140 Anii 150 Anii 160 Anii 170 Anii 180
Ani: 128 | 129 | 130 | 131 | 132 | 133 | 134 | 135 | 136 | 137

## Nașteri
- Didius Iulianus, împărat roman (d. 193)